# Pasyryk-Stufe
| Prähistorische Kulturen Russlands |                         |
| Mittelsteinzeit                   |                         |
| Kunda-Kultur                      | 7400–6000 v. Chr.       |
| Jungsteinzeit                     |                         |
| Bug-Dnister-Kultur                | 6500–5000 v. Chr.       |
| Dnjepr-Donez-Kultur               | 5500–4000 v. Chr.       |
| Sredny-Stog-Kultur                | 4500–3500 v. Chr.       |
| Jekaterininka-Kultur              | 4300–3700 v. Chr.       |
| Kammkeramische Kultur             | 4200–2000 v. Chr.       |
| Fatjanowo-Kultur                  | um 2500 v. Chr.         |
| Kupfersteinzeit                   |                         |
| Nordkaspische Kultur              |                         |
| Kurgankultur                      | 5000–3000 v. Chr.       |
| Samara-Kultur                     | um 5000 v. Chr.         |
| Chwalynsk-Kultur                  | 5000–4500 v. Chr.       |
| Botai-Kultur                      | 3700–3100 v. Chr.       |
| Jamnaja-Kultur                    | 3600–2300 v. Chr.       |
| Afanassjewo-Kultur                | 3500–2500 v. Chr.       |
| Ussatowe-Kultur                   | 3300–3200 v. Chr.       |
| Glaskowo-Kultur                   | 3200–2400 v. Chr.       |
| Bronzezeit                        |                         |
| Poltavka-Kultur                   | 2700–2100 v. Chr.       |
| Potapovka-Kultur                  | 2500–2000 v. Chr.       |
| Katakombengrab-Kultur             | 2500–2000 v. Chr.       |
| Abaschewo-Kultur                  | 2500–1800 v. Chr.       |
| Sintaschta-Kultur                 | 2100–1800 v. Chr.       |
| Okunew-Kultur                     | um 2000 v. Chr.         |
| Samus-Kultur                      | um 2000 v. Chr.         |
| Andronowo-Kultur                  | 2000–1200 v. Chr.       |
| Susgun-Kultur                     | um 1700 v. Chr.         |
| Srubna-Kultur                     | 1600–1200 v. Chr.       |
| Kolchis-Kultur                    | 1700–600 v. Chr.        |
| Begasy-Dandybai-Kultur            | um 1300 v. Chr.         |
| Karassuk-Kultur                   | um 1200 v. Chr.         |
| Ust-Mil-Kultur                    | um 1200–500 v. Chr.     |
| Koban-Kultur                      | 1200–400 v. Chr.        |
| Irmen-Kultur                      | 1200–400 v. Chr.        |
| Spätirmen-Kultur                  | um 1000 v. Chr.         |
| Plattengrabkultur                 | um 1300–300 v. Chr.     |
| Aldy-Bel-Kultur                   | 900–700 v. Chr.         |
| Eisenzeit                         |                         |
| Baitowo-Kultur                    |                         |
| Tagar-Kultur                      | 900–300 v. Chr.         |
| Nosilowo-Gruppe                   | 900–600 v. Chr.         |
| Ananino-Kultur                    | 800–300 v. Chr.         |
| Tasmola-Kultur                    | 700–300 v. Chr.         |
| Gorochowo-Kultur                  | 600–200 v. Chr.         |
| Sagly-Baschi-Kultur               | 500–300 v. Chr.         |
| Jessik-Beschsatyr-Kultur          | 500–300 v. Chr.         |
| Pasyryk-Stufe                     | 500–300 v. Chr.         |
| Sargat-Kultur                     | 500 v. Chr.–400 n. Chr. |
| Kulaika-Kultur                    | 400 v. Chr.–400 n. Chr. |
| Tes-Stufe                         | 300 v. Chr.–100 n. Chr. |
| Schurmak-Kultur                   | 200 v. Chr.–200 n. Chr. |
| Taschtyk-Kultur                   | 100–600 n. Chr.         |
| Tschernjachow-Kultur              | 200–500 n. Chr.         |

Schematische Darstellung des Kurgans Pasyryk 5 mit Grabräuberschacht und Eislinse im Permafrost, durch welche die in dieser Kultur häufig erhaltenen Eismumien entstanden

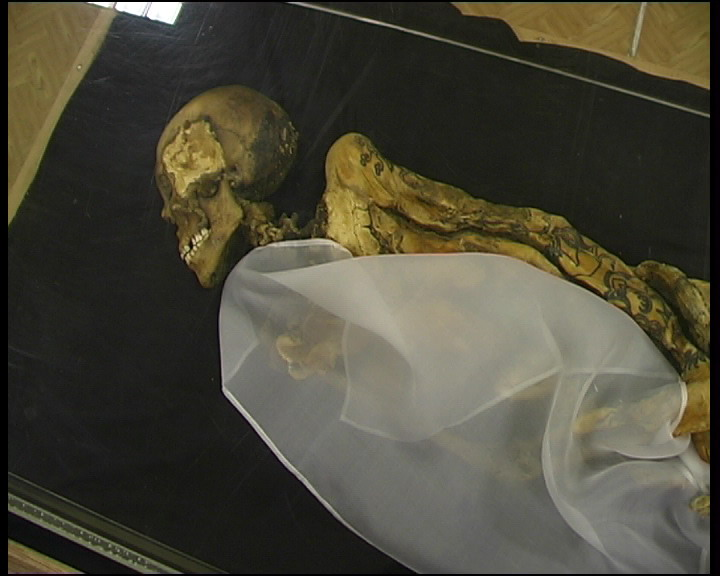
Tätowierte Mumie der „Prinzessin von Ukok“, die 1993 in einem Kurgan in Ak-Alacha von Natalja Wiktorowna Polosmak gefunden wurde

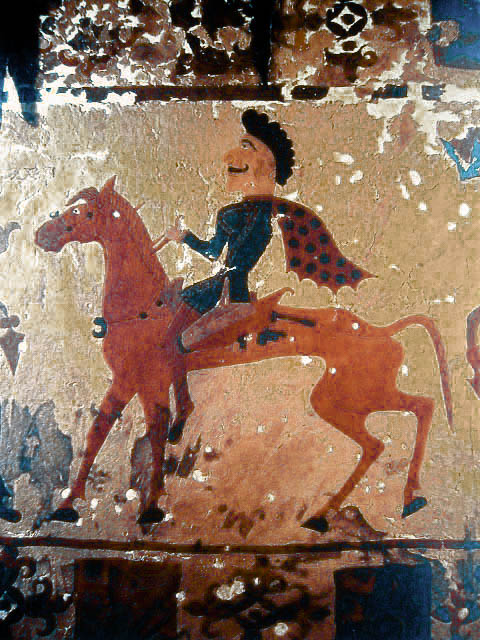
Darstellung eines Reiterkriegers aus einem Kurgan in Pasyryk

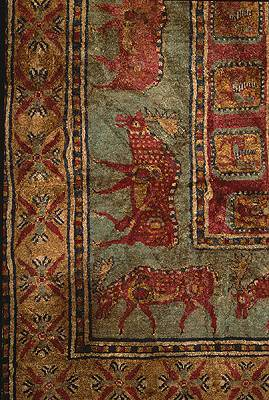
Teppich aus Pasyryk mit Elchen

Die Pasyryk-Stufe war die jüngere Stufe der skythischen Kultur im Altai. Sie folgte der Majemir-Stufe und lässt sich dank Radiokohlenstoffdatierung und Dendrochronologie in das 5.–3. Jh. v. Chr. datieren.

## Funde
Unter den Hinterlassenschaften der Pasyryk-Stufe stechen einige Großkurgane hervor, deren Grabkammern im Permafrost konserviert wurden, wodurch sie einzigartige Rückschlüsse auf die Kultur der mittelasiatischen Reiternomadenkulturen der Eisenzeit liefern. Es ist eine ganze Reihe derartiger Nekropolen bekannt, darunter die namengebende Nekropole von Pasyryk, von Baschadar, Tujekta, Ulandryk, Polosmak und Berel. Die Kurgane wurden 1947 von Sergei Iwanowitsch Rudenko ausgegraben.
Alle Großkurgane zeigen einen sehr ähnlichen Aufbau: sie besaßen eine Steinaufschüttung mit einem Durchmesser von bis zu 50 Meter; darunter befand sich in bis zu sieben Meter Tiefe eine in Blockbauweise gezimmerte Grabkammer. Dem Verstorbenen wurden die Eingeweide entfernt, anschließend wurde sein Körper einbalsamiert und in einem Baumsarg an der Südwand der Grabkammer bestattet. Die oft beraubten Kammern enthielten eine Vielzahl an Beigaben: Mobiliar, Tongefäße, Beutel, Teppiche und sogar Musikinstrumente. Unter diesen Beigaben ist der 189 × 200 cm große sogenannte Pasyryk-Teppich aus Kurgan 5, der als ältester erhaltener Knüpfteppich gilt, besonders bekannt. Die Pasyryk-Harfe aus Kurgan 2 liefert den ältesten Beleg für eine Winkelharfe im nördlichen Asien. Nördlich der Grabkammern wurden mehrere prachtvoll geschmückte Pferde bestattet.
In der ausschließlich aus den Kurganen bekannten Kunst der Pasyryk-Stufe spielt der skythische Tierstil eine wichtige Rolle, wobei neben dem Pferd auch der Greif häufig dargestellt wird; daneben findet sich auch eine größere Zahl geometrischer Motive. Siedlungs- oder Lagerplätze sind bislang unbekannt, die Träger der Pasyryk-Kultur waren vermutlich Reiternomaden.
Die Toten haben meist „europiden“ Typus. Oft werden sie zusammen mit den Trägern der benachbarten Tagar-Kultur, Aldy-Bel-Kultur und anderer früheisenzeitlicher Reiternomaden-Kulturen zwischen oberem Jenissei, Altai und Ost-Kasachstan in der archäologischen Forschung „Altai-Skythen“ genannt, weil ihre Kultur an die der Skythen und Sarmaten erinnert. Archäologisch ist unumstritten, dass die Altai-Skythischen Kulturen die Ausgangsregion der Expansion der eisenzeitlichen Reiternomaden-Kulturen des skythisch-sakischen Kulturhorizonts im 1. vorchristlichen Jahrtausend bis Südrussland und in die Ukraine (Skythen und Sarmaten) und nach Mittelasien und ins Tarimbecken (Saken und Massageten) waren. Die Altai-Skythen lassen sich aber ethnisch bzw. linguistisch mangels schriftlicher Überlieferung nicht sicher einordnen, viele Experten gehen aber wegen der kulturellen Ausbreitung von ähnlichen Ostiranischen Sprachen aus, die später als skythische, sarmatisch-alanische und sakische Sprache aus südlicheren und westlicheren Regionen durch zahlreiche Namen und einige Textfunde bekannt sind.